# Anne Challandes
Anne Challandes (geboren 1968) ist eine Schweizer Juristin, Bäuerin und seit 2019 Präsidentin des Schweizerischen Bäuerinnen- und Landfrauenverbandes.

## Leben und Wirken
Anne Challande studierte Rechtswissenschaften an der Universität Neuchâtel und schloss mit einem Bachelor ab. Danach absolvierte sie von 1991 bis 1993 ihr Referendariat und legte das Staatsexamen ab.
Von 1994 bis 1997 war sie als wissenschaftliche Mitarbeiterin im Bundesrat in Bern tätig. Ab 2000 war sie 17 Jahre lang Korrespondentin von Neuchâtel für die Schweizer Landwirtschaftszeitung Agrihebdo in Lausanne.
Zur Landwirtschaft kam Anne Challande durch ihre Heirat. Gemeinsam mit ihrem Ehemann und ihrem ältesten Sohn führt sie im Neuenburger Fontainemelon einen 65-ha Bio-Betrieb mit Mutterkühen. Die Familie baut Weizen, Gerste, Raps, Mais, Lupinen, Quinoa und die ostafrikanische Zwerghirse Teff an. Der Betrieb wurde 2020 auf Biozertifizierung umgestellt. 
Seit April 2019 ist Anne Challandes Präsidentin des Schweizerischen Bäuerinnen- und Landfrauenverbandes (SBLV).
Im November 2019 wurde sie zur Vizepräsidentin des Schweizer Bauernverbandes (SBV) gewählt. Sie ist erst die zweite Frau in dieser Funktion. Zudem wurde sie im Mai 2021 in den Stiftungsrat des Forschungsinstituts für biologischen Landbau (FiBL) gewählt.
Anne Challandes ist verheiratet und Mutter von vier Kindern.